# Symfonie č. 2 (Beethoven)
Ludwig van Beethoven napsal svou Symfonii č. 2 D dur (op. 36) v průběhu let 1801-1802. Skladbu autor věnoval českému hraběti Karlu Aloisi Lichnovskému z Voštic. 
Premiéra se konala 5. dubna 1803 ve vídeňském divadel Na Vídeňce. Je to jedno z posledních děl jeho raného období.

## Popis
2. symfonii napsal Beethoven převážně v průběhu svého léčebného pobytu ve vídeňské čtvrti Heiligenstadt, symfonie vyzařuje pozitivní energii, protože Beethoven silně věřil ve své uzdravení. V této době si však také začal uvědomovat, že pomalu ztrácí sluch. Symfonie nemá menuet, místo něj Beethoven vložil scherzo, které jí dává ještě více síly a energie (z tohoto důvodu byla podle tehdejších kritiků až příliš excentrická).

### Názvy vět
1. Adagio molto - Allegro con brio
2. Larghetto
3. Scherzo: Allegro
4. Allegro molto

Durata: 36 minut.

### Orchestrace
Dřevěné nástroje: 2 flétny, 2 hoboje, 2 A klarinety, 2 fagoty
Žesťové nástroje: 2 lesní rohy in D a in E, 2 trubky in D
Bicí nástroje: tympány
Smyčcové nástroje: 1. a 2. housle, violy, violoncella, kontrabasy